# Brodac-Donji
Brodac-Donji är en ort i Bosnien och Hercegovina.   Den ligger i entiteten Republika Srpska, i den nordöstra delen av landet, 130 km nordost om huvudstaden Sarajevo. Brodac-Donji ligger 81 meter över havet och antalet invånare är 729.
Terrängen runt Brodac-Donji är mycket platt. Närmaste större samhälle är Bijeljina, 12,9 km söder om Brodac-Donji. 
Trakten runt Brodac-Donji består till största delen av jordbruksmark. Runt Brodac-Donji är det ganska tätbefolkat, med 75 invånare per kvadratkilometer.